# Iwan Franko

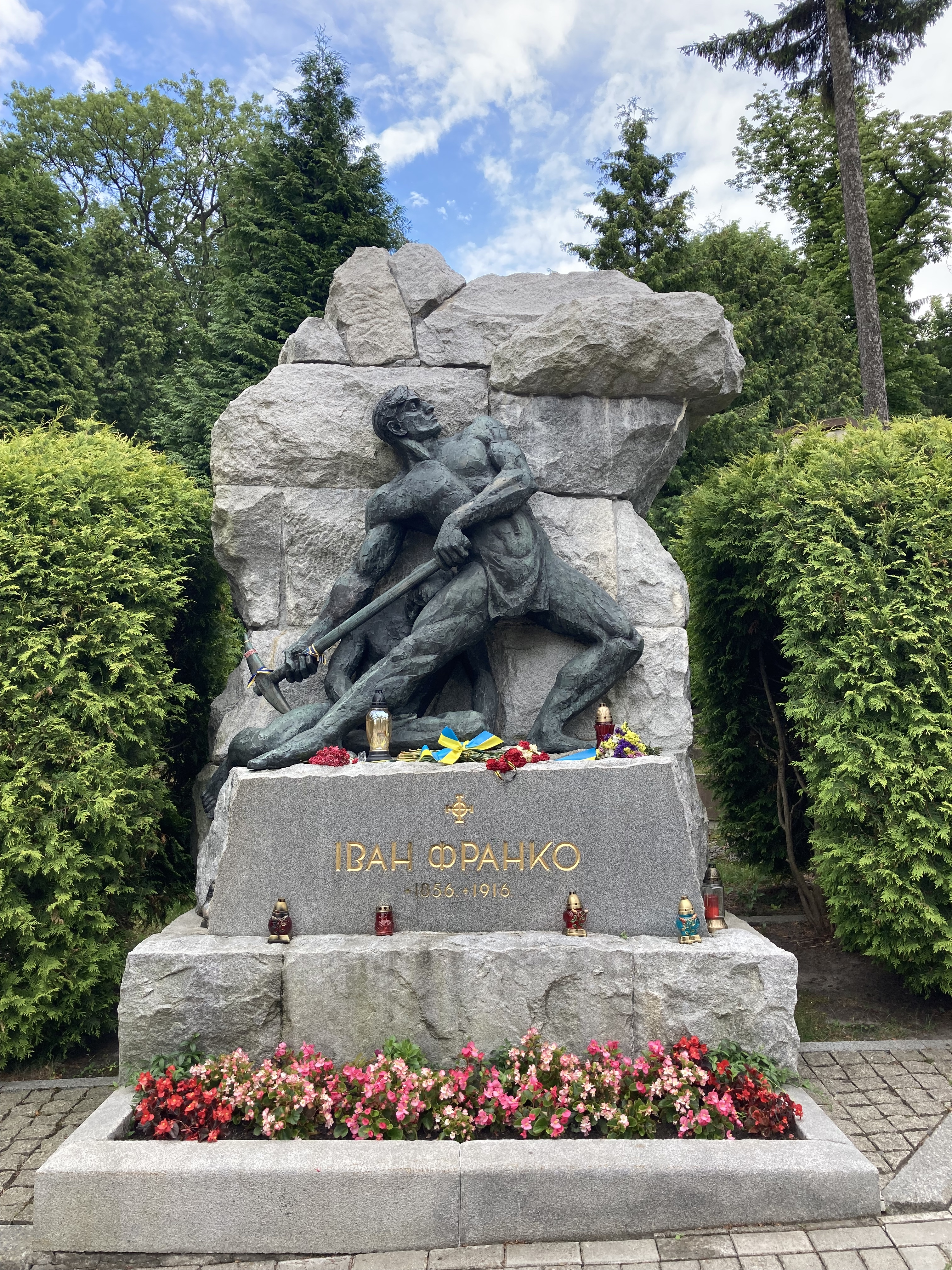
Grób Iwana Franki na Cmentarzu Łyczakowskim we Lwowie. Pomnik dłuta Serhija Litwinenki

Iwan Jakowycz Franko, ukr. Іван Якович Франко [iβˈɑn ˈjɑkoβɪt͡ʃ frɑnkˈɔ] (ur. 27 sierpnia 1856 w Nahujowicach, zm. 28 maja 1916 we Lwowie) – ukraiński poeta i pisarz, slawista, tłumacz, działacz społeczny i polityczny; obok Tarasa Szewczenki uważany jest za jednego z najwybitniejszych przedstawicieli ukraińskiej myśli politycznej i literatury.

## Życiorys
Pochodził z rodziny chłopskiej. Jego ojciec Jakiw Franko był kowalem wiejskim, natomiast matka Maria Kulczycka pochodziła ze zubożałej ruskiej (według historyków ukraińskich) lub polskiej (według Timothy’ego Snydera) rodziny szlacheckiej herbu Sas. Iwan Franko uważał, że po ojcu pochodzi od niemieckich kolonistów, którzy osiedli w Galicji po rozbiorach. Według ostatnich badań rodzina Franków zamieszkiwała na ziemiach dawnego województwa ruskiego co najmniej od XVII w. i zgodnie z najstarszymi zapisami metrykalnymi przynajmniej od XVIII w. należała do kościoła greckokatolickiego.
Uczył się w szkole powszechnej w sąsiedniej Jasienicy Solnej, następnie w c.k. Wyższym Gimnazjum Realnym im. Franciszka Józefa w Drohobyczu, które ukończył w 1875, po czym rozpoczął studia na Uniwersytecie Lwowskim (filologia klasyczna, język i literatura ukraińska). Będąc na pierwszym roku studiów wydrukował na łamach studenckiego czasopisma „Druh” swoją pierwszą powieść Petrije i Doboszczukowie oraz wydał pierwszy tomik wierszy Ballady i opowiadania. W rok po przybyciu do Lwowa zaczął ogłaszać na łamach almanachu Dnistrianka cykl tzw. opowiadań borysławskich.
W 1877 roku został aresztowany i oskarżony o propagandę socjalistyczną. Powodem aresztowania były kontakty z Erazmem Kobylańskim (Michałem Koturnickim), delegowanym przez koło studentów polskich w Petersburgu za granicę dla zorganizowania nielegalnego przerzutu literatury socjalistycznej ze Szwajcarii do Rosji. Na ławie oskarżonych, oprócz Kobylańskiego i Franki zasiedli: Edmund Brzeziński, Bolesław Limanowski oraz Ukraińcy: Mychajło Pawłyk i Ostap Terlecki. Był to pierwszy wielki proces socjalistyczny w Galicji. Po wypuszczeniu z więzienia nawiązał bliskie kontakty z socjalistami polskimi i stał się głośnym popularyzatorem marksizmu, według Włodzimierza Lenina nie zawsze unikał ‘ograniczoności narodowej’.

Chociaż Franko przyjmował cały szereg tez marksizmu i propagował niektóre idee marksizmu, to jednak nie stał się świadomym jego zwolennikiem.

Franko pierwszy przełożył na język ukraiński rozdział 24 I tomu Kapitału Marksa i wybrane rozdziały z Anty-Dühringa Engelsa. Współredagował miesięcznik literacko-naukowy „Hromadśkyj Druh”, wszedł do lwowskiego Komitetu Socjalistycznego i redakcji polskiego organu robotniczego we Lwowie „Praca”. W Komitecie tym współpracował z Bolesławem Czerwieńskim, Bolesławem Limanowskim, Antonim Mańkowskim i ukraińskim działaczem społecznym Mychajłą Pawłykiem. Dziełem Komitetu było przygotowanie w 1881 programu socjalistów galicyjskich, który propagował solidarność proletariatu galicyjskiego z klasą robotniczą innych krajów oraz głosił ideę walki o poprawę bytu mas pracujących kraju. W 1880 roku został ponownie skazany na trzymiesięczne uwięzienie w Kołomyi.
Od 1884 prowadził korespondencję z pisarką i poetką Klementyną Popowicz-Bojarską. Jej zaczątkiem było wysłanie przez Klementynę kilku wierszy do redakcji lwowskiego pisma „Заря” („Zorza”), którego redaktorem naczelny był Franko. Wiersze zostały opublikowane. Franko napisał do poetki list pochwalny, tym samym zaczynając wieloletnią wymianę listów. Później poznali się osobiście i rozkwitło między nimi uczucie. Dyskutowano o małżeństwie, ale Franko porzucił Klementynę. Po jego ślubie w 1886 korespondencja nie ustała, ale stała się bardziej powściągliwa.
W 1887 wszedł na dekadę do redakcji związanego z ruchem ludowym polskiego dziennika „Kurier Lwowski”, jako jej stały współpracownik. Redakcją pisma kierowali Henryk Rewakowicz i Bolesław Wysłouch, uczestnik powstania styczniowego, organizator ruchu ludowego w Galicji. Franko zaprzyjaźnił się z nimi i brał czynny udział w życiu społeczno-politycznym polskich środowisk Galicji, zwłaszcza w organizowaniu ruchu socjalistycznego i ludowego. Na łamach „Kuriera Lwowskiego” opublikował setki artykułów na tematy społeczne, polityczne, gospodarcze, kulturalne i literackie. Był również stałym współpracownikiem pisma „Przyjaciel Ludu”, redagowanego przez Wysłoucha. Swoje prace naukowe drukował nie tylko w prasie ukraińskiej i polskiej, ale także niemieckiej, czeskiej, węgierskiej, rosyjskiej i innych.
Tuż przed wyborami do Sejmu Krajowego Galicji został aresztowany po raz trzeci. W 1890 roku wraz z Mychajłem Pawłykiem założył Rusko-Ukraińską Partię Radykalną, pierwsze w Galicji ukraińskie ugrupowanie polityczne o ideologii socjalistycznej. Należał do prawego skrzydła partii, które w 1899 wyodrębniło się w Ukraińską Partię Narodowo-Demokratyczną. Franko wszedł do ścisłego kierownictwa również tej partii, w którym pozostawał do 1904, gdy porzucił działalność polityczną.
W 1890 wyjechał do Czerniowiec, a później do Wiednia na studia. W 1893 uzyskał stopień naukowy doktora filozofii, na podstawie dysertacji Варлаам і Йоасаф – старохристиянський духовний роман і його літературна історія (pol.  Barlaam i Jozafat – starochrześcijańska powieść duchowna i jej historia literacka), promotorem pracy był profesor slawistyki Uniwersytetu Wiedeńskiego Vatroslav Jagić.
Po powrocie do Lwowa w 1894 Franko rozpoczął starania o uzyskanie docentury na Uniwersytecie Lwowskim (po śmierci ks. profesora Omeliana Ohonowskiego wakowała katedra literatury i języka ukraińskiego (ruskiego)). Stanowiska tego nie otrzymał na skutek oporu kół reakcyjnych i administracji galicyjskiej (namiestnik Galicji Kazimierz Badeni). Współredagował organy prasowe partii radykalnej – „Narod”, „Chliborob”, występował na wiecach organizowanych przez radykałów, pisywał do prasy politycznej krajowej i wiedeńskiej. W latach 1895, 1897 i 1898 kandydował do Sejmu Krajowego Galicji, jednak bez powodzenia. Od 1894 ściśle współpracował w Towarzystwie Naukowym im. Szewczenki z przybyłym do Lwowa Mychajłem Hruszewskim. Towarzystwo to stało się w przededniu I wojny światowej ukraińską akademią nauk.
Franko zwalczany w czasie wyborów do Sejmu galicyjskiego, niedopuszczony do docentury na Uniwersytecie Lwowskim, swoją frustrację rozładował w skrajnie stronniczym artykule Ein Dichter des Verrates (pol. Poeta zdrady), opublikowanym w roku 1897 w wiedeńskiej gazecie „Die Zeit”. Tekst skierowany był przeciwko Adamowi Mickiewiczowi, zarzucał Mickiewiczowi i Polakom kult zdrady, wallenrodyzmu. Dowodem kultu zdrady miał być Wallenrod, Rybka i Świtezianka, Polacy, czcząc autora tych utworów, sami kochaliby się w zdradzie, zaś Kazimierz Badeni jako premier rządu Austrii (1895–1897) zdradzałby to państwo w interesie Polski. Paszkwil, ogłoszony podczas przygotowań do obchodów stuletniej rocznicy urodzin Mickiewicza, wywołał oburzenie Polaków nie tylko wobec samego Franki, ale i społeczeństwa ukraińskiego. Było to spotęgowane faktem przedruku artykułu w pismach rosyjskich w Warszawie, a później moskalofilskich w Galicji ze stosownym antypolskim komentarzem. Tekst był tym dziwniejszy, że Franko był znakomitym znawcą literatury polskiej, a i w uprzedniej, i w późniejszej twórczości obszernie i życzliwie zajmował się Mickiewiczem. Po ukazaniu się artykułu Franko stracił możliwość publikacji w „Kurierze Lwowskim”.
Nagonka spowodowała, że zamykał się coraz szczelniej w pracy naukowej i literackiej. Od 1898 redagował ukraińskie czasopismo „Literaturno-Naukowyj Wistnyk”. Na jego łamach ogłaszał przekłady wierszy i poematów Mickiewicza. Entuzjastyczne wzmianki o wartościach moralnych polskiego poety zaczęły się ukazywać także w jego pracach historyczno-literackich. Dla współczesnych był to dowód, że artykuł w „Die Zeit” stanowił przykrą pomyłkę i że ukraiński pisarz żywił głęboki szacunek dla polskiego wieszcza narodowego jako wyraziciela najszczytniejszych dążeń narodu polskiego.
Członek Towarzystwa Historycznego we Lwowie.
Ostatnie lata życia spędził w przygnębieniu i ciężkiej chorobie. Mimo to nie zaprzestawał pracy. Gdy nie mógł już utrzymać pióra w ręku, dyktował synom swoje utwory literackie, artykuły publicystyczne i studia naukowe. Już w czasie I wojny światowej, wkrótce przed śmiercią, podyktował wiersz Nie milcz wymierzony przeciw bezsensownej rzezi i szowinistycznym nastrojom. Zmarł we Lwowie, został pochowany na Cmentarzu Łyczakowskim.

## Dorobek pisarski
Iwan Franko napisał przeszło 5 tysięcy pozycji bibliograficznych. Należą do nich:
- wiersze i poematy,
- powieści i nowele,
- dramaty,
- przekłady z literatur obcych na język ukraiński i z literatury ukraińskiej i rosyjskiej na języki obce,
- studia naukowe w języku ukraińskim, polskim, rosyjskim, niemieckim, czeskim, francuskim, angielskim i węgierskim,
- wydania tekstów literatury staroruskiej i zbiory oryginalnej twórczości poetyckiej ludu ukraińskiego,
- tysiące artykułów publicystycznych, obejmujących najszerszy zakres zagadnień społecznych, politycznych, ekonomicznych i ogólnokulturalnych.

Poważną część prac (ponad 1200) literackich, naukowych i publicystycznych napisał Franko i ogłosił po polsku.

### Poezje
Jego poezja odznacza się ogromnym bogactwem tematów oraz nieznaną dotychczas w literaturze ukraińskiej różnorodnością form.
- 1887 – Ze szczytów i nizin jeden z najwybitniejszych zbiorków poetyckich, zawierający wiersze drukowane poprzednio w czasopismach Hromadśkyj Druh, Dzwin, Mołot, Świt; w 1893 uzupełnił ten zbiorek nowymi utworami o treści rewolucyjnej: Hymn, Kamieniarze i Dumy proletariusza
- 1896 – zbiorek poetycki Przewiędle liście. Jest to głęboko osobista liryka, nie pozbawiona akcentów buntu
- 1898 – tomik wierszy Mój szmaragd, utrzymany po części w stylu starych ruskich przypowieści i legend; w tomiku tym znowu zabrzmiały nuty rewolucyjne, wymierzone zwłaszcza przeciw ideologom ukraińskiego nacjonalizmu
- 1905 – tomik wierszy Semper tiro, poświęcony liryce filozoficznej

### Poematy
- 1887 – Pańskie żarty
- 1902 – Iwan Wyszeński
- 1905 – Mojżesz[12] – poemat ukazujący biblijnego Mojżesza wyprowadzającego lud żydowski z krainy niewoli i przypłacającego życiem chwilę słabości i zwątpienia, odznacza się głębią, iście proroczym nastrojem i doskonałością formy

### Opowiadania i powieści
Znając życie robotników borysławskiego zagłębia naftowego, poświęcił im dwie powieści:
- Boa constrictor
- Borysław się śmieje.

oraz cykl opowiadań:
- Nafciarz,
- Przy pracy,
- Połujka
- Owczarz.

Napisał też powieść historyczną
- Zachar Berkut

oraz dwie, napisane po polsku powieści, w których przedstawił życie drobnomieszczaństwa i inteligencji:
- Lelum i Polelum (1888)
- Dla ogniska domowego (1892)

Odrębne miejsce zajmuje w jego twórczości wielka powieść społeczna Filary społeczeństwa wymierzona przeciw ziemiaństwu i pseudodemokratom wciskającym się między lud i starającym się ubijać tam swoje interesy polityczne. Powieść tę oparł Franko na głośnym w jego czasach procesie tzw. kukizowskim, w którym na ławie oskarżonych zasiadła ziemiańsko-arystokratyczna rodzina, oskarżona o zabójstwo w celach rabunkowych greckokatolickiego proboszcza.

### Dramaty
W latach dziewięćdziesiątych zajął się Franko dramatem. Napisał wówczas sztukę Skradzione szczęście, jeden z najlepszych dramatów w literaturze ukraińskiej z życia zapadłej wsi huculskiej z jej nędzą, ciemnotą i tragicznymi powikłaniami.

### Literatura dla dzieci
Franko był też najwybitniejszym w swoim czasie przedstawicielem ukraińskiej literatury dla dzieci i młodzieży. Napisał dla nich kilka nowel (najczęściej opartych na przeżyciach z własnego dzieciństwa), wierszy, poematów o dużej wartości artystycznej i wychowawczej.

## Kontakty z Polakami
Od wczesnej młodości utrzymywał bliskie stosunki osobiste z przedstawicielami kultury polskiej. Korespondował z Elizą Orzeszkową, przez szereg lat przyjaźnił się z Janem Kasprowiczem, kilkakrotnie wypowiadał się w druku o Henryku Sienkiewiczu. Po raz pierwszy w krytyce literackiej potraktował w sposób właściwy problem chłopski w twórczości Marii Konopnickiej i Bolesława Prusa. Zajmował się też problemami polskiego pozytywizmu. Jedną z najciekawszych prac Franki na temat współczesnej literatury polskiej była jego recenzja Placówki Prusa. Z punktu widzenia tematyki chłopskiej oceniał również poezję Kasprowicza. Jako historyk literatury poświęcił wiele uwagi polskiej poezji średniowiecznej, literaturze XVI i XVII wieków, twórczości Seweryna Goszczyńskiego, Józefa Bohdana Zaleskiego, Adama Mickiewicza, Juliusza Słowackiego i Zygmunta Krasińskiego.

## Upamiętnienie
- Na jego cześć zmieniono nazwę miast: Stanisławów oraz Janów.
- Jego postać przedstawiono na ukraińskich banknotach o nominale 20 hrywien pierwszej (1996), drugiej (1997) i trzeciej (2003) serii, a także monecie o nominale 10 hrywien (2020).
- Jego wizerunek widnieje na ukraińskich znaczkach pocztowych.
- Poświęcono mu liczne pomniki, muzea, nagrody jego imienia.